# Mario Sansone

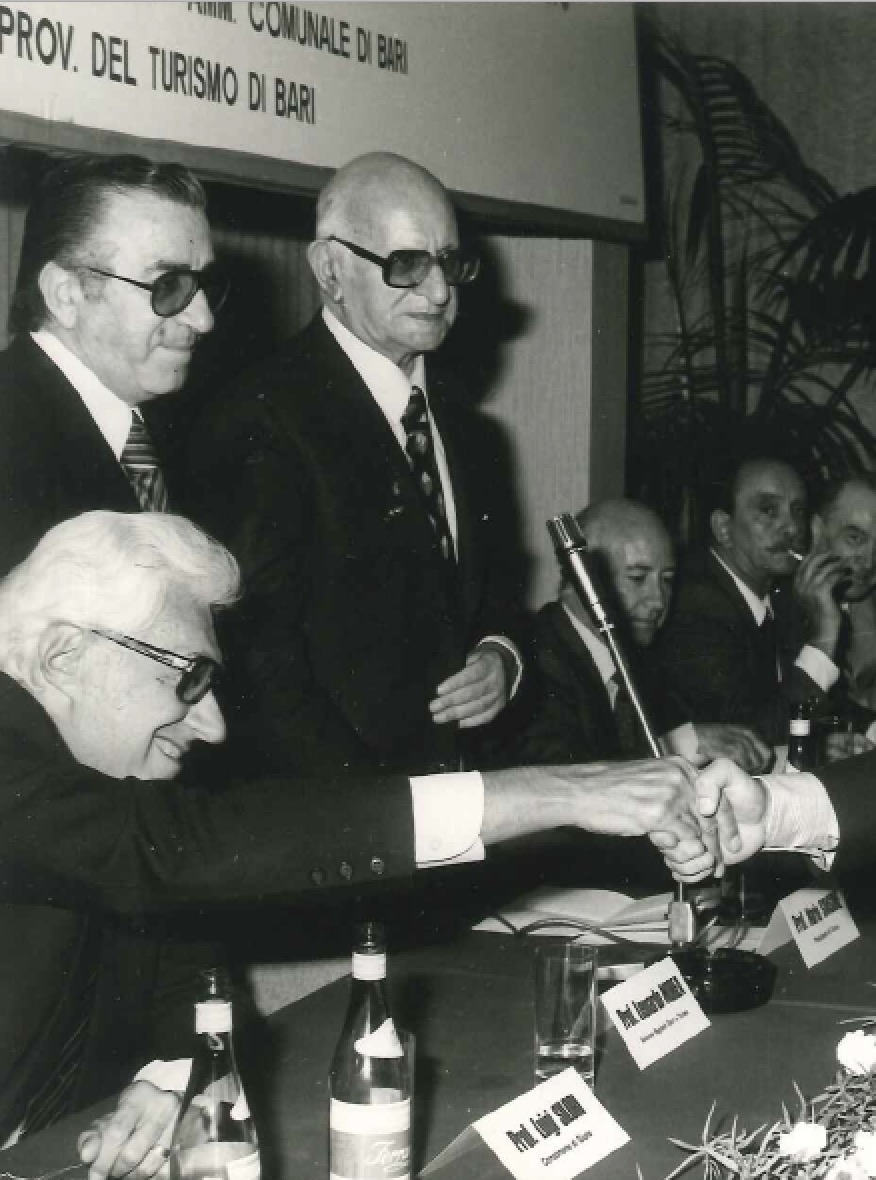
Professor emeritus Sansone, midden aan microfoon (1979)

Mario Sansone (Lucera, 22 februari 1900 – Rome, 2 januari 1996) was een hoogleraar Romaanse talen en literatuurkritiek (1952-1970) aan de universiteit van Bari, in Zuid-Italië. Zowel grote Italiaanse dichters als plaatselijke dialectuitdrukkingen droegen zijn interesse weg.

## Levensloop
Sansone studeerde letteren aan de universiteit van Napels en behaalde het diploma in 1922. Vanaf 1941 was hij academisch actief als filoloog aan de universiteit van Bari. Hij legde zich aanvankelijk toe op de filosofische en literaire werken van Benedetto Croce. Croce werd een inspiratiebron voor zijn literatuurkritiek. Sansone publiceerde hoofdzakelijk over twee internationaal bekende dichters uit Italië: Dante Alighieri en Alessandro Manzoni. Hij publiceerde over de drie delen van Dante's Divina Commedia: Inferno, Purgatorio en Paradisio. In latere studies nam hij afstand van de historische insteek door Benedetto Croce; zo publiceerde hij over de Purgatorio met een dubbele kijk: het historisch-verhalende en het poëtisch-technische.
Daarnaast onderzocht Sansone lokale literaire stromingen in Napels en de dialecten in Zuid-Italië. 
Zijn zoon Giuseppe Edoardo Sansone (1925-2003) werd filoloog met interesse in het Catalaans, Provençaals en Frans.

## Selectie van publicaties[3]
- L’opera poetica di Alessandro Manzoni (1947)
- Il canto I del Purgatorio van Dante (1955)
- Dizionario ideologico: sinonimi e contrari della lingua italiana (1962)
- Narratori di Puglia e di Basilicata (1966)
- Il canto XXVII del Paradiso van Dante (1968)
- Letture et studi danteschi (1975)
- L’opera poetica di Alessandro Manzoni (1986)
- Introduzione allo studio delle letterature dialettali (1994)
- Storicità e letteratura : da Machiavelli a Leopardi (1997) postuum gepubliceerd
- Carte vecchie e nuove sul Manzoni (1998), ook postuum gepubliceerd